# RC Motorsport
RC Motorsport is een autosportteam uit Italië.

## Geschiedenis

### Formule 3
RC Motorsport werd in 1989 opgericht door Cristiano Giardina. Het team ging met Roberto Colciago in het Italiaanse Formule 3-kampioenschap rijden, waar hij vijfde in het kampioenschap werd. Het team werd hier kampioen in 1992 met Max Angelelli, in 1994 met Giancarlo Fisichella, in 1996 met Andrea Boldrini en in 1997 met Oliver Martini. Na het seizoen 1999 stapte het team uit het kampioenschap. In 2009 keerde het team voor twee jaar terug in het kampioenschap, waarin het één overwinning wist te boeken op de Adria International Raceway in 2009 met Stefanos Kamitsakis.
In 2007 nam het team deel aan de laatste vier raceweekenden van de Formule 3 Euroseries als gastteam. In 2008 stapte het fulltime over naar het kampioenschap, maar het team had een slecht seizoen waarin enkel Maximilian Götz drie punten wist te scoren. Hierna keerde het team niet terug in het kampioenschap.

### World Series by Renault
In deze periode ging RC Motorsport ook rijden in de Eurocup Formule Renault 2.0, waarbij Augusto Farfus in 2001 met drie overwinningen kampioen werd. In 2002 stapten zij over naar de World Series by Nissan, waar verschillende coureurs voor het team reden die later ook Formule 1-races reden, zoals Narain Karthikeyan, Enrique Bernoldi, Vitantonio Liuzzi en Karun Chandhok. Vanaf 2005 reed het kampioenschap onder de naam World Series by Renault en RC bleef hier rijden. In 2006 behaalde Borja García een overwinning voor het team op Spa-Francorchamps, maar werd oorspronkelijk gediskwalificeerd uit de uitslag vanwege een technische overtreding van de regels. In oktober werd deze beslissing teruggedraaid en García mocht zijn overwinning behouden, maar het team kreeg wel een boete. García eindigde als tweede in het kampioenschap achter Alx Danielsson en het team werd vijfde. In 2009 behaalde Pasquale di Sabatino ook een overwinning voor het team op de Hungaroring. Na dit seizoen werd het team vervangen door ISR Racing.

### Overige activiteiten
Vanaf 2014 doet het team mee aan het evenement Acceleration 2014 als constructeur van het Mexicaanse landenteam. Picho Toledano rijdt als coureur voor het team in de Formula Acceleration 1.
Het team nam tevens deel aan de Masters of Formula 3, twee seizoenen van het Britse Formule 3-kampioenschap, één editie van de World Touring Car Cup, één editie van de Korea Super Prix en één seizoen van de Euroseries 3000.